# Sangro

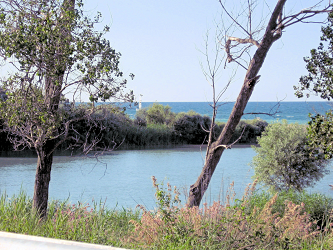
De Sangro

De Sangro is een rivier in centraal-oost Italië (Abruzzen) met een lengte van 122 km en een stroomgebied van 1545 km². De oorsprong ligt op de Monte Morrone del Diavolo (1602 m) in het Abruzzo Nationaal Park in de Apennijnen op 1441 meter boven zeeniveau. De Sangro stroomt dan in noordoostelijke richting door onder andere Castel di Sangro, Ateleta, Quadri en Villa Santa Maria en komt dan uit in het Sangromeer. Dan stroomt de Sangro verder naar het noordoosten, vloeit samen met de Aventino en mondt uit in de Adriatische Zee ten zuiden van Punta Cavelluccio. Het stuwmeer van Barrea wordt door de Sangro gevoed.
In de oudheid was de Sangro bekend als de Sagrus.
- Gemeinsame Normdatei: 4439642-9
- Virtual International Authority File: 243171952